# Johannes Hintze
Johannes Hintze (* 5. Juli 1999 in Brandenburg an der Havel) ist ein deutscher Schwimmer. Von 2013 bis 2018 startete er für den Potsdamer Schwimmverein, seit 2018 ist er Schwimmer für den SV Nikar Heidelberg. Hintze ist bereits mit 17 Jahren Teilnehmer bei den Olympischen Spielen 2016 in Rio de Janeiro über die 400 m Lagen.

## Erfolge
- Teilnehmer bei den Olympischen Spielen 2016 in Rio de Janeiro
- Deutscher Vizemeister über 400 m Lagen 2015 und 2016
- European Youth Olympic Festival in Tiflis (Georgien): Gold über 200 m Lagen, Silber über 200 m Freistil, 3 × Silber mit der Staffel
- Deutscher Mannschaftsmeister 2015 mit dem Potsdamer Schwimmverein
- Deutscher Kurzbahnmeister mit der 4 × 50-m-Lagenstaffel 2013 in Wuppertal
- Schulweltmeister mit der Sportschule Potsdam bei der Schulweltmeisterschaft 2013 in Israel
- Juniorenweltmeister 2017 in Indianapolis (USA) über 200 m Lagen

## Rekorde
Mit zahlreichen Altersklassenrekorden zählt Hintze zu den erfolgreichsten Schwimmern in Deutschland.
- 48 Altersklassenrekorde des Deutschen Schwimm-Verband e. V. (auf Kurz- und Langbahn, Stand: 30. Januar 2017)[1]
- 111 Landesrekorde des Landesschwimmverband Brandenburg e. V. (56 auf Langbahn, 55 auf Kurzbahn, Stand: 15. August 2015).
- meiste Titel bei einer Deutschen Jahrgangsmeisterschaft: 10 Jahrgangstitel bei der Deutschen Jahrgangsmeisterschaften 2013 in Berlin.

## Auszeichnungen
- Brandenburger Sportlerwahl: Mannschaft des Jahres 2015 (Landessportbund Brandenburg e. V.)[2]
- Nachwuchsschwimmer des Jahres 2015 (Deutscher Schwimm-Verband e. V.)[3]
- „Eliteschüler des Sports“ 2016: 2. Platz (Deutscher Olympischer Sportbund)[1]